# 거시공동은하
거시공동은하(영어: Void galaxy)는 거시 공동에 존재하는 은하이다. 많은 은하들은 거시공동과 초공동을 둘러싸는 필라멘트와 장벽에 존재하지만 소수의 은하들은 거시공동 안에 존재한다. 다수의 거시공동은하는 거시공동을 둘러싸는 보통의 은하 필라멘트보다 가벼운 거시공동 필라멘트를 통해 서로 연결되어 있다. 이러한 필라멘트는 거시공동을 둘러싸고 있는 다른 필라멘트의 영향력 부족 때문에 다른 필라멘트보다 곧다. 그리고 많은 부족은하군을 형성하기에 충분하다. 거시공동은하 그 자체는 소수의 이웃 은하와 함께하고 있고, 순수한 은하간 가스로 형성되었을 것이기 때문에 외부로부터 거의 아무런 영향도 받지 않는 은하 진화의 예에 해당할 것으로 생각되고 있다.

## 공동 은하 목록
| Galaxy                      | Void          | Filament | Notes | Comments             |
| --------------------------- | ------------- | -------- | ----- | -------------------- |
| PC 1357+4641                | 목동자리 공동 |          | [ 7 ] | 방출선 은하          |
| IRAS 14288+5255             | 목동자리 공동 |          | [ 7 ] | AGN X-선 광원        |
| G 1432+5302                 | 목동자리 공동 |          | [ 8 ] | 세이퍼트 은하        |
| G 1458+4944                 | 목동자리 공동 |          | [ 8 ] | LINER                |
| G 1507+4554                 | 목동자리 공동 |          | [ 8 ] | 폭발적 항성생성 은하 |
| G 1510+4727A & G 1510+4727B | 목동자리 공동 |          | [ 8 ] | 상호작용 은하쌍      |
| BHI 1514+3819               | 목동자리 공동 |          | [ 7 ] |                      |
| FSS 1515+3823               | 목동자리 공동 |          | [ 7 ] |                      |
| G 1517+3949                 | 목동자리 공동 |          | [ 8 ] | 폭발적 항성생성 은하 |
| G 1517+3956A & G 1517+3956B | 목동자리 공동 |          | [ 8 ] | 상호작용 은하쌍      |
| IRAS 15195+5050             | 목동자리 공동 |          | [ 7 ] | AGN X-선 광원        |
| Markarian 845               | 목동자리 공동 |          | [ 7 ] | 세이퍼트 1 X-선 광원 |
| CG 547                      | 목동자리 공동 |          | [ 7 ] | 방출선 은하          |
| CG 637                      | 목동자리 공동 |          | [ 7 ] | 방출선 은하          |
| CG 922                      | 목동자리 공동 |          | [ 7 ] | 방출선 은하          |

## 같이 보기
- 낱은하